# Tillandsia sinuosa
Tillandsia sinuosa är en gräsväxtart som beskrevs av Lyman Bradford Smith. Tillandsia sinuosa ingår i släktet Tillandsia och familjen Bromeliaceae. Inga underarter finns listade i Catalogue of Life.